# Боннар, Луи Карль
Луи Карль Боннар (фр. Louis Carle Bonnard; 1896 — 1953) — французский писатель, поэт и публицист, масон, великий мастер Великого востока Франции.

## Биография
В 1921 году защитил диссертацию доктора права «Очерк концепции Сообщества наций до XX века» (фр. Essai sur la conception d'une Société des nations avant le XXe siècle), вышедшую отдельным изданием. В дальнейшем работал адвокатом.
Дебютировал как поэт сборниками «Когда любила ты меня, Филлида» (фр. Quand vous m'aimiez, Phylis; 1927) и «Перевязь Ириды» (фр. L’écharpe d’Iris; 1928), о которых миланский журнал Le opere e i giorni писал:

В нём привлекает богатство мотивов и некая смелость вдохновения, заставляющая его с одинаковой полнотой голоса воспевать поездку в машине и какую-то мелочь, спрятанную в зелени. Тонкий поэт, а между тем временами даже сильный и во всяком случае всегда пылкий, живой, стройный.
Оригинальный текст (итал.)Piace in lui, la ricchezza dei motivi e una certa arditezza d'estro che lo porta a cantare con uguale pienezza di voce una passeggiata in automobile e una piccola cosa nascosta tra il verde. Delicato poeta: e pure a momenti anche forte ed in ogni modo sempre acceso, vibrante, intonato.

Далее последовали книги стихов «Ave Maria: стихи в честь Пресвятой Девы» (фр. Ave Maria; poèmes en l'honneur de la très sainte Vierge; 1928), «Гирлянда» (фр. Guirlande; 1929), «Тело женщины» (фр. Corps Féminin; 1931), «Стихи для Климены» (фр. Poèmes pour Clymène; 1933); по большей части все они представляют собой куртуазную любовную лирику. В 1935 году под псевдонимом Кловис Арель (фр. Clovis Arel) опубликовал в выходившем в Ницце журнале Mediterranea роман «В стране мужчин-юбок» (фр. Au pays des Hommes-Jupons). В стилизованной форме диалога выпустил в 1934 году книги «Завтрак на троих, или Об общественном интересе» (фр. Le Déjeûner des trois, ou De la chose publique) и «Чай в пять часов» (фр. Le Thé de Cinq Heures) — в первой обсуждаются вопросы политики, во второй вопросы эстетики.
Дважды обращался к художественному переводу. В 1930 году вместе с Натальей Трухановой выпустил сборник переведённых с русского языка рассказов современных советских писателей «Буря и другие рассказы» (фр. La Tourmente et quelques autres récits), включавший произведения Пантелеймона Романова («Первая любовь»), Всеволода Иванова («Смерть Сапеги»), Александры Коллонтай, Алексея Новикова-Прибоя, Валентина Катаева и др. В 1933 году опубликовал переведённый с греческого языка совместно с Антонисом Протопацисом роман Стратиса Миривилиса «Жизнь в могиле».
В послевоенные годы выступил с серией публичных речей, которые затем были напечатаны, — «Есть ли прогресс человечества?» (фр. Y-a-t-il un progrès humain?; 1946), «Человечество в поисках храма» (фр. L'humanité en quête d'un temple; 1947) и т. д. В 1946 году выпустил также трактат «Республиканцы были правы» (фр. Les républicains avaient raison) — полемический обзор внешне- и внутриполитических разногласий в общественной жизни Франции первой половины XX века.

## Масонство
В 1929 году вступил в масонскую ложу «Честь и союз» (фр. Honneur et Union) Великого востока Франции. В 1936 году был одним из основателей ложи «Марсельеза». С началом Второй мировой войны один из руководителей масонского участия в Движении Сопротивления, входил в созданный в январе 1941 года Комитет масонского действия (фр. Comité d'Action Maçonique), затем в контролируемую французскими масонами сеть Сопротивления Patriam Recuperare, а с 1945 года секретарь одноимённой ассоциации, объединившей разные группы масонов-антифашистов.
В 1948—1949 годах занимал должность великого мастера Великого востока Франции.